# Maniac (Michael-Sembello-Lied)
Maniac ist ein Lied von Michael Sembello aus dem Jahr 1983, das von ihm und Dennis Matkosky geschrieben wurde. Es ist Bestandteil des Soundtracks zum Film Flashdance. Der Titel ist das englische Wort für jemanden, der ein obsessives, fanatisches oder im psychiatrischen Sinn manisches Verhalten zeigt.

## Geschichte
Die Veröffentlichung fand im Mai 1983 statt. In den Vereinigten Staaten und Kanada wurde das Lied ein Nummer-eins-Hit. 1984 war dieser Song für den Oscar in der Kategorie Bester Song nominiert, wurde jedoch disqualifiziert, da er nicht speziell für diesen Film geschrieben worden war. Stattdessen gewann Irene Cara mit Flashdance … What a Feeling den Preis.
In Filmen wie American Pie – Jetzt wird geheiratet und Dance Flick – Der allerletzte Tanzfilm konnte man den Song hören. Ebenso fand das Lied seine Verwendung in Werbespots von Coca-Cola und der Targobank.
Genauso wie beim Lied Flashdance … What a Feeling besteht auch das Video zu Maniac aus Filmszenen von Flashdance.

## Kommerzieller Erfolg

### Chartplatzierungen
| ChartsChartplatzierungen       | Höchstplatzierung | Wochen |
| ------------------------------ | ----------------- | ------ |
| Deutschland (GfK)              | 6 (20 Wo.)        | 20     |
| Schweiz (IFPI)                 | 2 (13 Wo.)        | 13     |
| Vereinigte Staaten (Billboard) | 1 (22 Wo.)        | 22     |
| Vereinigtes Königreich (OCC)   | 43 (8 Wo.)        | 8      |

| ChartsJahrescharts (1983)      | Platzierung |
| ------------------------------ | ----------- |
| Deutschland (GfK)              | 58          |
| Vereinigte Staaten (Billboard) | 9           |

### Auszeichnungen für Musikverkäufe
| Land/Region                  | Auszeichnungen für Musikverkäufe (Land/Region, Auszeichnung, Verkäufe) | Verkäufe |
| ---------------------------- | ---------------------------------------------------------------------- | -------- |
| Dänemark (IFPI)              | Platin                                                                 | 90.000   |
| Deutschland (BVMI)           | Gold                                                                   | 250.000  |
| Italien (FIMI)               | Platin                                                                 | 100.000  |
| Spanien (Promusicae)         | Platin                                                                 | 60.000   |
| Vereinigtes Königreich (BPI) | Gold                                                                   | 400.000  |
| Insgesamt                    | 2× Gold · 3× Platin ·                                                  | 900.000  |

## Coverversionen
- 1983: Gabi Decker (Ich werd’ wahnsinnig)
- 1984: Herb Alpert feat. Lani Hall
- 1992: Secrecy
- 1992: Irene Cara
- 1995: Sargant Fury
- 1999: Carnival in Coal
- 2001: Terence (Maniac 2001)
- 2002: Sharam Jey (4 Da Loverz)
- 2002: L5
- 2003: Alexander Klaws
- 2004: Evergreen Terrace
- 2007: Måns Zelmerlöw
- 2008: Topmodelz
- 2008: Firewind
- 2009: Timbaland feat. Keri Hilson (The One I Love)
- 2009: Street Legal
- 2011: The Very End
- 2011: Jacob Karlzon
- 2015: Julia Zahra
- 2017: Carpenter Brut
- 2019: Tobias Sammet’s Avantasia
- 2023: Omnium Gatherum